# Syzygium assamicum
Syzygium assamicum là một loài thực vật có hoa trong Họ Đào kim nương. Loài này được (Biswas & Purkay.) Raizada miêu tả khoa học đầu tiên năm 1948.